# Грохово (Любуське воєводство)
Грохово (пол. Grochowo) — село в Польщі, у гміні Суленцин Суленцинського повіту Любуського воєводства.
Населення — 343 особи (2011).
У 1975-1998 роках село належало до Гожовського воєводства.

## Демографія
Демографічна структура станом на 31 березня 2011 року:
|          | Загалом | Допрацездатний вік | Працездатний вік | Постпрацездатний вік |
| -------- | ------- | ------------------ | ---------------- | -------------------- |
| Чоловіки | 184     | 35                 | 140              | 9                    |
| Жінки    | 159     | 28                 | 104              | 27                   |
| Разом    | 343     | 63                 | 244              | 36                   |